# Habsburská monarchie
Habsburská monarchie (německy Habsburgermonarchie), případně Habsburská říše (německy Habsburgerreich), od 18. století také jako Rakouská monarchie (latinsky Monarchia Austriaca, německy Österreichische Monarchie) a Podunajská monarchie (Donaumonarchie), zkráceně Rakousko (Österreich), jsou neoficiální názvy bezejmenného historického soustátí, jemuž vládla rakouská větev habsburské dynastie a jejich následnická habsbursko-lotrinská dynastie v letech 1526–1804. Velká část habsburského soustátí oficiálně náležela ke Svaté říši římské, zatímco druhá podstatná část se skládala zejména z Uherského království a nacházela se mimo Říši.
Habsburská monarchie vznikla jako personální unie, když Ferdinand I. Habsburský, ovládající doposud jen dědičné habsburské země, roku 1526 získal českou a uherskou korunu. I přes dočasné neúspěchy se nakonec Habsburkům podařilo jednotlivé části monarchie integrovat a vytvořit centralizovanou správu. Konečně roku 1804 přijal František I. císařský titul a dosud bezejmenný stát se přeměnil na Rakouské císařství.

## Seznam zemí
Rakousko
- Horní Rakousy
- Dolní Rakousy

Vnitřní Rakousy
- Štýrsko
- Korutany
- Kraňsko
- Istrie
- Gorice a Gradiška
- město Terst

 Tyrolsko
 Přední Rakousy
- Vorarlbersko

 Salcbursko
 Země Koruny uherské
- Uhersko
- Chorvatsko
- Sedmihradsko (1699–1867)
- Slavonsko (1699–1868)
- Dalmácie (1797–1918)

 Země Koruny české (od 1526)
- Čechy
- Morava
- Slezsko (do 1742)
- Dolní Lužice
- Horní Lužice
- Horní a Dolní Slezsko (od 1742)

 Srbsko (1686–1691)
 Rakouské Nizozemí (1713–1792)
 Milánsko (1713–1797)
 Mantova (1713–1797)
 Neapolsko (1713–1735)
 Sardinie (1713–1720)
 Srbsko (1718–1739)
 Temešvár (1718–1778)
 Krajovský banát (1718–1739)
 Sicílie (1720–1735)
 Parma (1735–1748)
 Haličsko-Vladimirsko (1772–1918)
 Bukovina (1774–1918)
 Srbsko (1788–1792)
 Nová Halič (1795–1809)
 Benátsko (1797–1805)

## Historie

### Původ a expanze

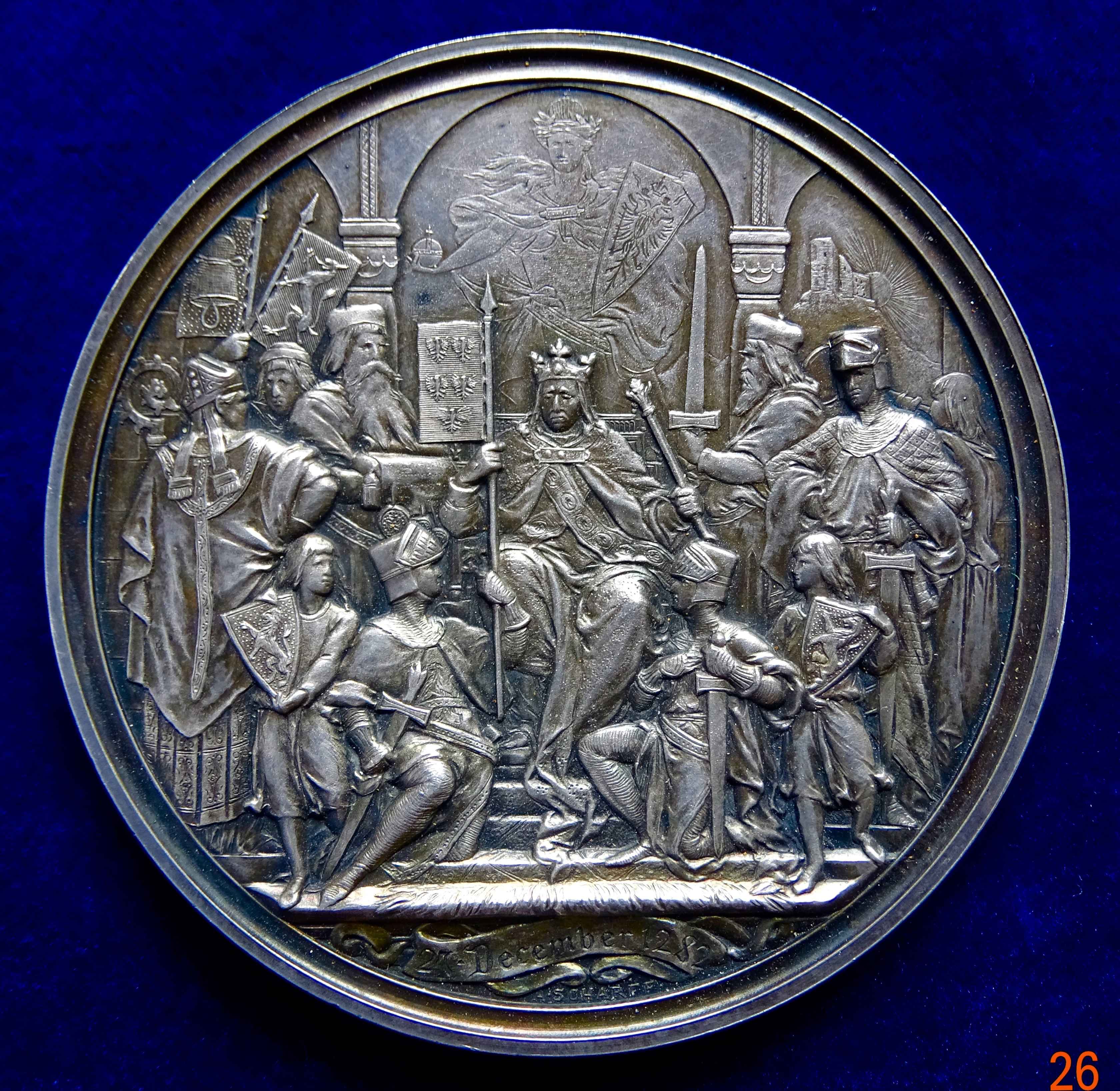
Stříbrná medaile zobrazující krále Rudolfa I. s jeho syny Albrechtem a Rudolfem II. na augsburském říšském sněmu, který položil základy rodu Habsburků. Dílo Antona Scharffa k 600. výročí ústavy dědičných zemí (Erblande), 1882.

Prvním Habsburkem, kterého lze spolehlivě doložit, byl Radbot z Klettgau, narozený na konci 10. století. Rodové jméno pochází od hradu Habsburg, který Radbot postavil na území dnešního Švýcarska. Po roce 1279 se Habsburkové ujali vlády v Rakouském vévodství, které bylo součástí volitelného Německého království v rámci Svaté říše římské. Král Rudolf I. z rodu Habsburků přidělil Rakouské vévodství svým synům na augsburském říšském sněmu (1282), čímž založil „rakouské dědičné země“. Mezi lety 1438 a 1806 byl s několika výjimkami habsburský arcivévoda rakouský volen císařem Svaté říše římské.
Habsburkové se dostali do popředí evropské politiky díky dynastické strategii, kterou prosazoval císař Maxmilián I. Maxmilián se oženil s Marií Burgundskou, čímž do habsburského panství získal Burgundské Nizozemí. Jejich syn Filip Sličný se oženil s Johanou Šílenou, dcerou Ferdinanda II. Aragonského a Isabely I. Kastilské. Jejich syn Karel V., císař Svaté říše římské, zdědil roku 1506 habsburské Nizozemí, roku 1516 habsburské Španělsko a jeho území a roku 1519 habsburské Rakousko.
Habsburské državy byly tak rozsáhlé, že Karel V. byl neustále na cestách po svých panstvích, a proto potřeboval zástupce a regenty, jako například Isabelu Portugalskou ve Španělsku a Markétu Rakouskou v Nizozemí. Na říšském sněmu ve Wormsu v roce 1521 se císař Karel V. dohodl se svým mladším bratrem Ferdinandem. Podle wormského habsburského kompaktu (1521), potvrzeného o rok později v Bruselu, se Ferdinand stal arcivévodou a správcem Karla V. v rakouských dědičných zemích.
Po smrti Ludvíka II. Uherského v bitvě u Moháče proti osmanským Turkům byl arcivévoda Ferdinand (který byl Ludvíkovým švagrem díky adopční smlouvě uzavřené Maxmiliánem a Vladislavem II., Ludvíkovým otcem, na prvním vídeňském kongresu) v roce 1526 zvolen novým králem Čech a Uher. Čechy a Uhry se staly dědičnými habsburskými državami až v 17. století: po vítězství v bitvě na Bílé hoře (1620) nad českými rebely vydal Ferdinand II. obnovené zřízení zemské (1627/1628), které zavedlo dědičnou posloupnost v Čechách. Po bitvě u Nagyharsány, v níž Leopold I. znovu dobyl téměř celé osmanské Uhersko, svolal císař sněm v Prešpurku, kde ustanovil dědičnou posloupnost v Uherském království.

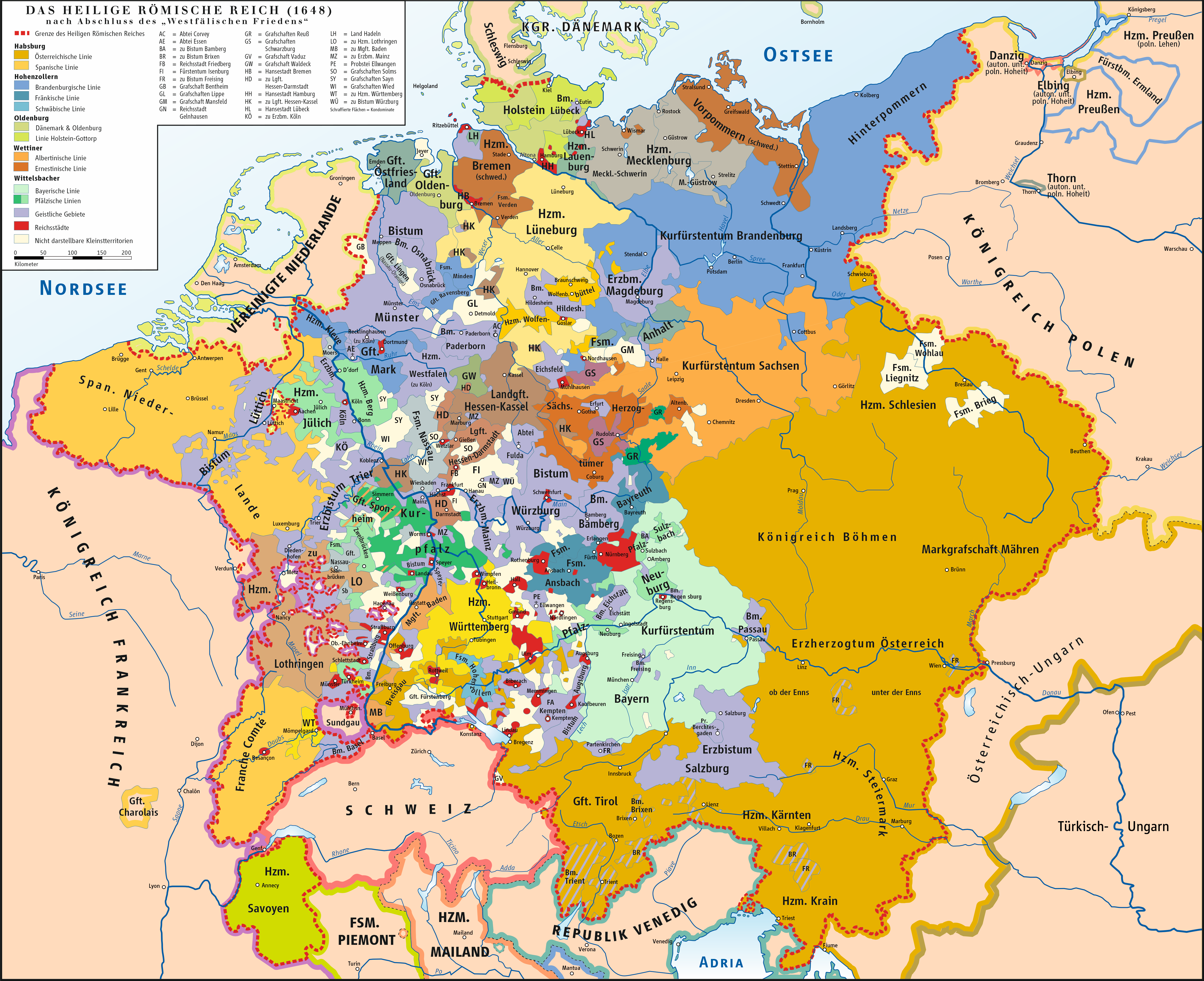
Mapa střední Evropy v roce 1648:
Území Svaté říše římské, zahrnující alpské jádro (Erblande) habsburské monarchie

Karel V. v roce 1556 rozdělil habsburský rod tím, že předal Rakousko spolu s císařskou korunou Ferdinandovi (jak bylo rozhodnuto na volbě císaře v roce 1531) a Španělskou říši svému synovi Filipovi. Španělská větev (která držela také Nizozemí, Portugalské království mezi lety 1580 a 1640 a jižní Itálii) vymřela roku 1700. Rakouská větev (která vládla Svaté říši římské, Uhersku a Čechám) byla mezi lety 1564 a 1665 rozdělena mezi různé větve rodu, ale poté zůstala jednotná v personální unii. Vymřela po meči v roce 1740, ale díky sňatku císařovny Marie Terezie s Františkem Lotrinským dynastie pokračovala jako rod Habsbursko-Lotrinský.

### Zrod monarchie (1526–1597)

#### Ferdinandova unie a vyprovokování Osmanské říše
Roku 1515 byly mezi Habsburky a Jagellonci uzavřeny vídeňské smlouvy, jejichž součástí bylo dojednání sňatku Ferdinanda Habsburského s Annou Jagellonskou, který proběhl roku 1521. Následujícího roku byly Ferdinandovi bruselskými smlouvami přiřčeny dědičné habsburské země (Dolní a Horní Rakousy, Štýrsko, Korutany, Kraňsko a Tyrolsko), Alsasko a Württembersko.
Když roku 1526 náhle zahynul Ludvík Jagellonský, snažil se Ferdinand I. Habsburský uplatnit dědické právo své manželky na Korunu českou a Uherské království. V Čechách byly Ferdinandovy dědické nároky odmítnuty, avšak byl přijat na základě volby. V ostatních přivtělených zemích Koruny české dědický nárok uznán byl. Obdobný spor o uznání Ferdinandova nároku vznikl i v Uhrách, kde však názorové rozštěpení vedlo k ustavení dvojvládí (druhým uherským králem se stal Jan Zápolský).
Ferdinandova snaha získat moc nad celými Uhrami vojensky vedla nejen k rozštěpení Uher, ale také k vyprovokování Osmanské říše, jejíž armáda v nastalé válce nejen pomohla Zápolskému (který se stal tureckým vazalem) ovládnout Sedmihradsko, ale dokonce roku 1529 oblehla Vídeň a roku 1532 plenila rakouské země. Válečný konflikt pokračoval i po Zápolského smrti, až nakonec Turci roku 1541 dobyli Budín a zřídili na velké části Uher Budínský vilájet. V Sedmihradsku vládl turecký vazal Jan Zikmund Zápolský a Ferdinandovi nakonec zbylo pouze Královské Uhersko.

#### Myšlenkový svět za prvních Habsburků

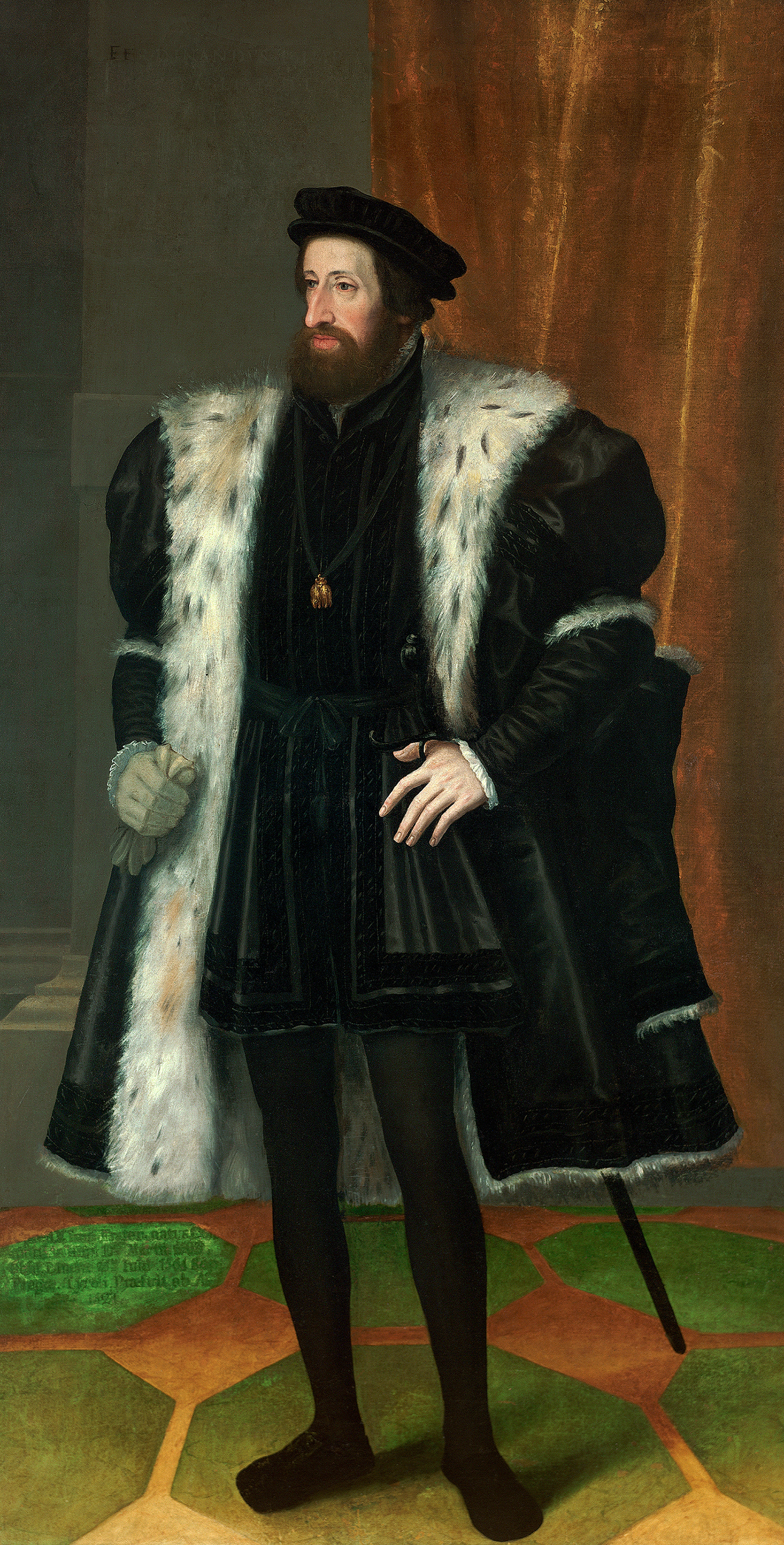
Ferdinand I.

Válka v Uhrách ovšem výrazně zvyšovala Ferdinandovy finanční nároky na stavy, což se nelíbilo zejména českým stavům, které představovaly největší opozici krále v monarchii, obviňovaly krále z vyprovokování války v Uhrách a nebyly příliš ochotny tuto „soukromou záležitost krále v Uhrách“ vojensky či finančně podporovat. Českým stavům se navíc také příčily centralizační a integrační snahy a úsilí o posílení moci krále či rakouských stavů na úkor Koruny české.
Avšak ani v ostatních částech monarchie nebylo postavení katolického krále jednoduché. V zemích Ferdinandova panství se šířila reformace. Luteránství bylo přijímáno zejména v Rakousích, Slezsku a mezi českými a uherskými Němci. Kalvinismus získával své stoupence zejména v Uhrách a Čechách (Jednota bratrská). V Čechách převládal utrakvismus, na Moravu zas proudili novokřtěnci. Vedle těchto hlavních proudů vznikaly v monarchii četné sekty unitářů (zejména v Sedmihradsku) či nonkonformistů.
Vzestup protestantství doprovázel úpadek katolické církve a katolické instituce se uchovaly jen díky tomu, že je nejednotné evangelické církve nebyly většinou schopny nahradit. Katolická cenzura tak byla značně neúčinná, díky čemuž se mohla rozvíjet evangelická náboženská literatura (zejména Bible kralická a maďarské překlady Bible). V soustátí se rovněž rozvíjel humanismus a vztah mezi místními katolickými biskupy a papežem se postupně rozvolňoval. Až na potlačení odboje českých stavů roku 1547 (ve kterém náboženství ostatně bylo pouze jednou z příčin konfliktu) tak byla habsburská monarchie relativně nábožensky tolerantní.
Habsburkové v tomto období ostatně ani neměli příliš mnoho prostředků, jak reformaci potlačit. A mnohdy k tomu panovník ani neměl potřebnou vůli. Maxmilián II. byl vůči protestantismu velmi tolerantní a pravověrným katolíkem nebyl rozhodně ani Rudolf II., který se spíše než o teologii zajímal o přírodní vědy, umění, astrologii a alchymii. Humanismus Habsburků v tomto období smíšený s magií zatlačoval náboženství do pozadí. Duchovnímu světu vládl manýrismus, sebevědomí spojené s nervozitou.

### Krize monarchie (1597–1648)

#### Eskalace napětí

Náboženské a mocenské napětí v císařství vedlo k povstání, které uvrhlo velkou část Evropy na třicet let do války

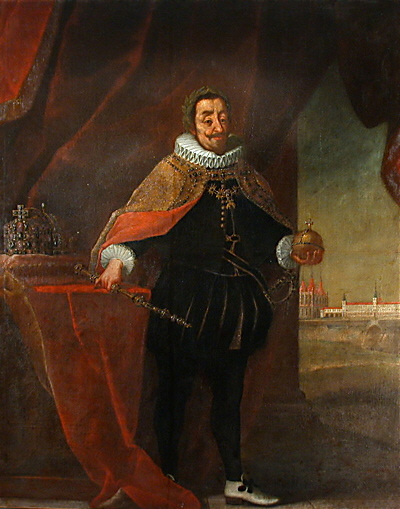
Ferdinand II.

Rudolfův zájem o esoterismus se však spojil s duševní chorobou a vyústil v neschopnost vládnout a v následnou politickou krizi císařství. Válku s Turky, která zuřila v letech 1593–1606, a zvládnutí řady povstání v Uhrách (Zikmund Báthory, Štěpán Bočkaj) přenechával jiným. Rudolfův bratr Matyáš se nakonec rozhodl situaci vzít do vlastních rukou, získal podporu všech stavů krom českých a roku 1608 donutil Rudolfa, aby mu přenechal vládu Uhrách, Rakousku a na Moravě. Rudolf nakonec ztratil podporu i v Čechách a roku 1611 byl přinucen k abdikaci, takže monarchii vládl zase jediný panovník, Matyáš.
Tím však krize neskončila. Ještě Ferdinand I. uvedl do habsburské monarchie jezuity, kteří se snažili obnovit ztracené pozice katolické církve. Odpor vůči jezuitům panoval ve všech vrstvách společnosti, ti však dokázali obratně využívat sporů mezi jednotlivými mocenskými skupinami. Díky tomuto trpělivému obratnému manévrování a propracovanému systému jezuitského školství si nakonec jezuité vychovali skupinu vlivných katolických radikálů.
V Čechách se navíc znovu vynořil mocenský spor mezi králem a stavy, který nakonec ve spojení s náboženským pnutím propukl roku 1618 v povstání českých stavů, ke kterému se přidaly také stavy slezské, moravské, rakouské i uherské. Novému králi Ferdinandu II. se nakonec povstání podařilo zpacifikovat, konflikt však přerostl do třicetileté války.

#### Vítězství „pietas Austriaca“
Válečné řešení náboženského konfliktu vložilo mezi katolickou víru a loajalitu panovníkovi rovnítko, což znemožnilo další náboženskou toleranci. Kalvinisté i luteráni byli ze země vyháněni a provinilá evangelická šlechta se měla vítěznému katolicismu podřídit, nebo opustit zemi. Byla vytvořena ideologie zdůrazňující zbožnost habsburského rodu (pietas Austriaca), avšak soulad mezi dynastií a církví byl jen klam, neboť Habsburkové nebyli ochotni posílit moc církve za cenu oslabení moci své.
Porážka protestantismu, která znamenala zákaz nekatolických konfesí (mimo Slezska a Uher), mnohé evangelíky zviklala v jejich přesvědčení o správnosti jejich víry a také opětovné útoky Turků, které byly vykládány jako Boží trest za protestantismus, vedl mnohé ke konverzi ke katolicismu, či dokonce k horlivé protireformaci. Katolicismus navíc nyní představoval jednotu a řád, oproti „novátorskému a destruktivnímu“ protestantismu.
V Evropě však stále zuřila válka, která se podepsala i na ekonomické situaci v Habsburské monarchii. Poddaní byli stále více znevolňováni, což vedlo k nevolnickým povstáním a zbojnictví. Válka a náboženská intolerance vedla také k úpadku vzdělávání, cenzuře, pálení knih.

### Konsolidace (1648–1700)

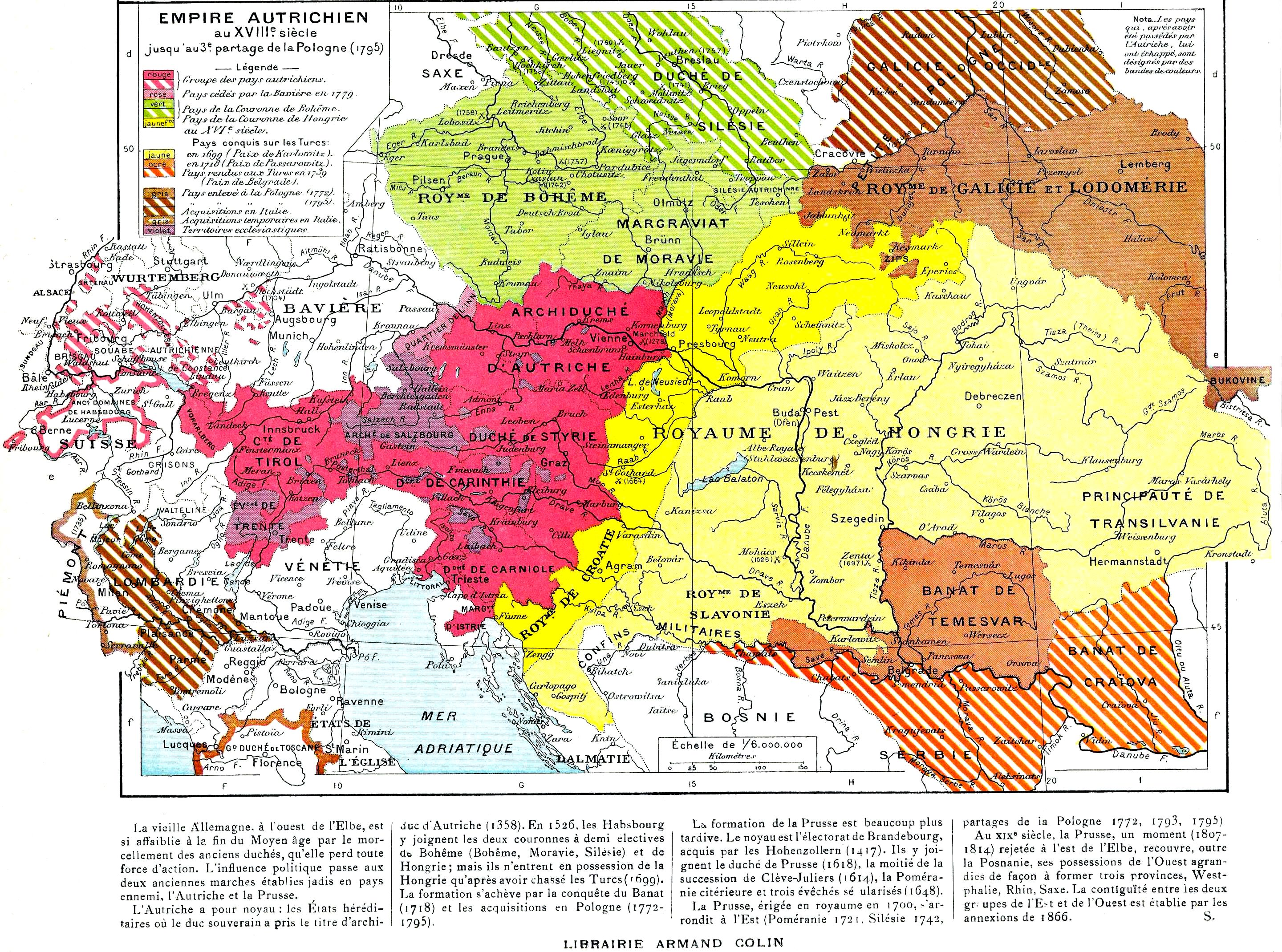
Územní vývoj habsburské monarchie

Ferdinand III. a Leopold I. ideálu zbožnosti odpovídali, byť byla opět spojena s intolerancí. Přestože se však rekatolizace neobešla ani po třicetileté válce bez násilí, snažili se Habsburkové přivést obyvatelstvo ke konverzi bez ekonomických škod. Rekatolizace proto opustila násilné metody a nově probíhala pomocí směsi zákazů a lákadel. Panovníci využívali katolické církve k obnovení a posílení svých pozic, zároveň ovšem nad ní chtěli mít kontrolu, která byla zajištěna vstupováním nyní již loajální šlechty mezi duchovenstvo.

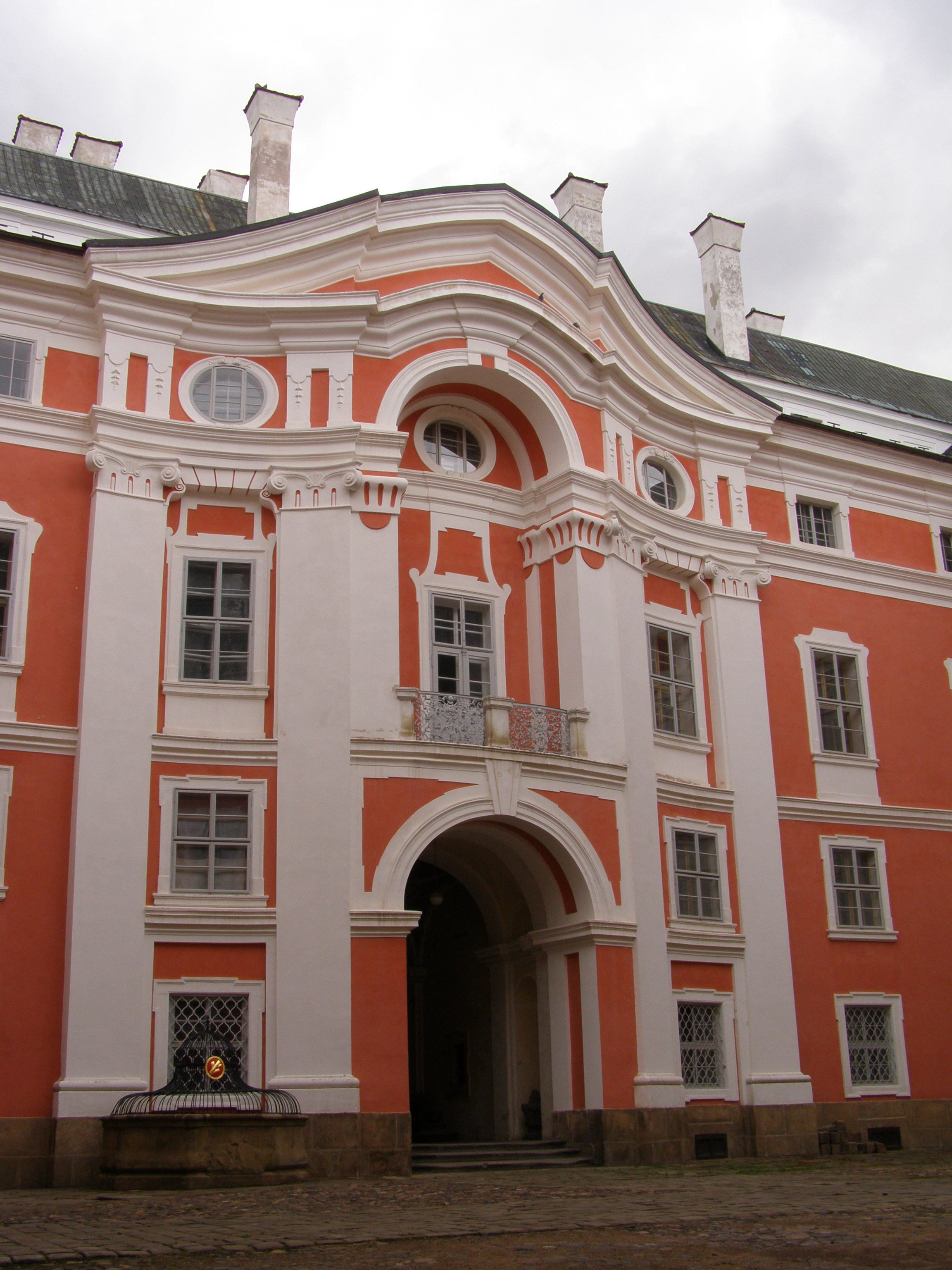
K posílení habsburské moci a katolicismu měly přispět také projevy okázalé zbožnosti (Broumovský klášter)

Panovnická dynastie postupně vytvářela státní byrokratický aparát, ve kterém však v tomto období ještě nebyly zcela vyjasněny kompetence, proto mezi jednotlivými úřady docházelo k častým neshodám.
Pozice Habsburků se v posledních desetiletích 17. století upevnila také na východě. Roku 1683 zahájila Osmanská říše další ofenzívu, při které byla dokonce znovu obležena Vídeň, avšak díky výrazné vojenské pomoci ze strany polského krále Jana Sobieského byli Turci zahnáni. Této situace využili Habsburkové a uzavřeli s Benátkami a Polskem Svatou ligu, která měla za cíl vytlačit Turky z Uher, což se skutečně podařilo. Roku 1686 dobyl Karel V. Lotrinský Budín a po vítězství u Nagyharsány následujícího roku Habsburkové získali část Chorvatska a Sedmihradska. V samotné Osmanské říši se začala projevovat krize a díky úspěchům Evžena Savojského byly k habsburské monarchii připojeny celé Uhry a Sedmihradsko.

### Španělské dědictví (1700–1740)

Monarchie roku 1714

Souběžně s tureckými válkami se Habsburkové účastnili protifrancouzských koalic, od roku 1700 se výrazně angažovali ve válce o dědictví španělské, která vypukla po vymření španělské větve Habsburků v osobě Karla II. Ten za svého nástupcem určil Filipa z Anjou z rodu Bourbonů. Za Habsburskou stranu se trůn snažil vydobýt druhý syn císaře Leopolda Karel.
Nejvýznamnějším císařským vojevůdcem byl na přelomu 17. a 18. století princ Evžen Savojský.
Stavovské zemské sněmy ztrácely pravomoci, rostl význam ústředních orgánů, jako byly státní rada, dvorská kancelář, dvorská či vojenská rada. Také v českých zemích probíhaly snahy o zlepšení situace (obava ze staré české šlechty). Mezi významné podporovatele císařské politiky mezi českou šlechtou byli např. Jan Václav Vratislav z Mitrovic a Václav Norbert Kinský.

### Marie Terezie (1740–1780)
V roce 1740 zemřel poslední mužský člen rodu Habsburků Karel VI. Ačkoliv jeho manželka Alžběta Kristina prodělala několik těhotenství, tak přežily jen 2 dcery. Starší Marie Terezie byla určena jako právoplatná vládkyně v dědičných Habsburských zemích. Karel VI. se snažil zajistit, aby její nástupnictví respektovaly i ostatní evropské mocnosti, a proto vydal tzv. Pragmatickou sankci. Tu přijaly nejen všechny dědičné Habsburské země, ale i ostatní země, včetně Francie, Pruska, Saska, Ruska, Španělska, Spojené provincie a Anglie. Marie Terezie se provdala z lásky za málo významného Františka Štěpána I. Lotrinského. Tímto sňatkem sice nebyla narušena rovnováha mezi evropskými mocnostmi, ale na druhou stranu Rakouským zemím sňatek nepřinesl žádný politický ani vojenský profit, čehož ostatní země ihned po smrti Karla VI. využily. V roce 1740 zahájil Friedrich II., král pruský, válku o Rakouské dědictví. K Prusku se později přidaly i další země - Francie, Bavorsko, Španělsko, Švédsko, Neapolské království, Portugalsko a dočasně i Sasko. Marii Terezii podpořili Anglie, Spojené provincie, Hannoversko a Rusko. Válka trvala do roku 1748 a Marie Terezie sice uhájila své dědictví, ale ztratila Slezsko ve prospěch Pruska.  
Roku 1756 bylo Sasko napadeno Pruskem. Tehdejší habsburská panovnice Marie Terezie v obavách, že bude ohroženo i Rakousko, vyhlásila Prusům válku, kterou nakonec prohrála a za Habsburskou monarchii ztratila definitivně Slezsko.
Za Marie Terezie došlo k zahájení důležitých vnitřních reforem Habsburské monarchie. Zejména byla posílena centrální moc z Vídně na úkor rozhodovací moci jednotlivých dědičných zemí. Marie Terezie je známa svými reformami ve školství (povinná školní docházka) nebo v soudnictví (zákaz užívání mučení). Naopak v souladu se svým výrazným katolickým náboženským cítěním odmítala hlubší reformy církve. Výjimkou jsou omezení některých náboženských svátků. Sama vystupovala netolerantně zejména proti židům. V letech 1744 a 1745 vydala dekrety, kterými vypověděla osoby židovského vyznání do 3 měsíců z Prahy a do půl roku ze všech zemí koruny české. Židé se však nesměli usadit v žádné z Habsburských zemí. Během 3 let však Marie Terezie své dekrety opět odvolala, protože se projevil radikální úbytek přijmu z daní.  
Od roku 1745 až do své smrti byl manžel Marie Terezie František Štěpán I. Lotrinský císařem Svaté říše Římské. Marie Terezie se jako žena nemohla dle tehdy platných zákonů Říše stát vládnoucí císařovnou. Vzhledem k titulu jejího manžela proto vystupovala jako manželka císaře a její moc se výhradně odvozovala od výkonu moci v Habsburských dědičných zemích. 

### Osvícenství (1780–1792)

Monarchie roku 1789

Po smrti Marie Terezie nastupuje na trůn Josef II., významný osvícenský reformátor. Za svého života vydal přes 6000 reforem, mezi nimiž bylo zrušení nevolnictví či tzv. Toleranční patent, který přinesl náboženskou svobodu. Vláda Josefa II. přinesla Habsburské monarchii nastartování liberálnější hospodářské ekonomiky. Dále se zvedla vzdělanost a bojeschopnost rakouské armády, která prošla několika reformami. Josef II. zrušil množství klášterů a ponechal v Habsburské monarchii jen ty, které plnili veřejně prospěšné funkce pro stát. 

Po Josefovi na trůn nastoupil jeho bratr Leopold II. Ten se snažil zjistit efektivnost bratrových reforem a část z nich omezil nebo vylepšil. Během své vlády dosáhl smíření s Pruským královstvím, které s Habsburskou monarchií začalo koordinovat strategii vůči Francii. Leopold zemřel v roce 1792 a po něm nastoupil jeho konzervativní syn František II./I.

### Proměna vRakouské císařství (1792–1804)

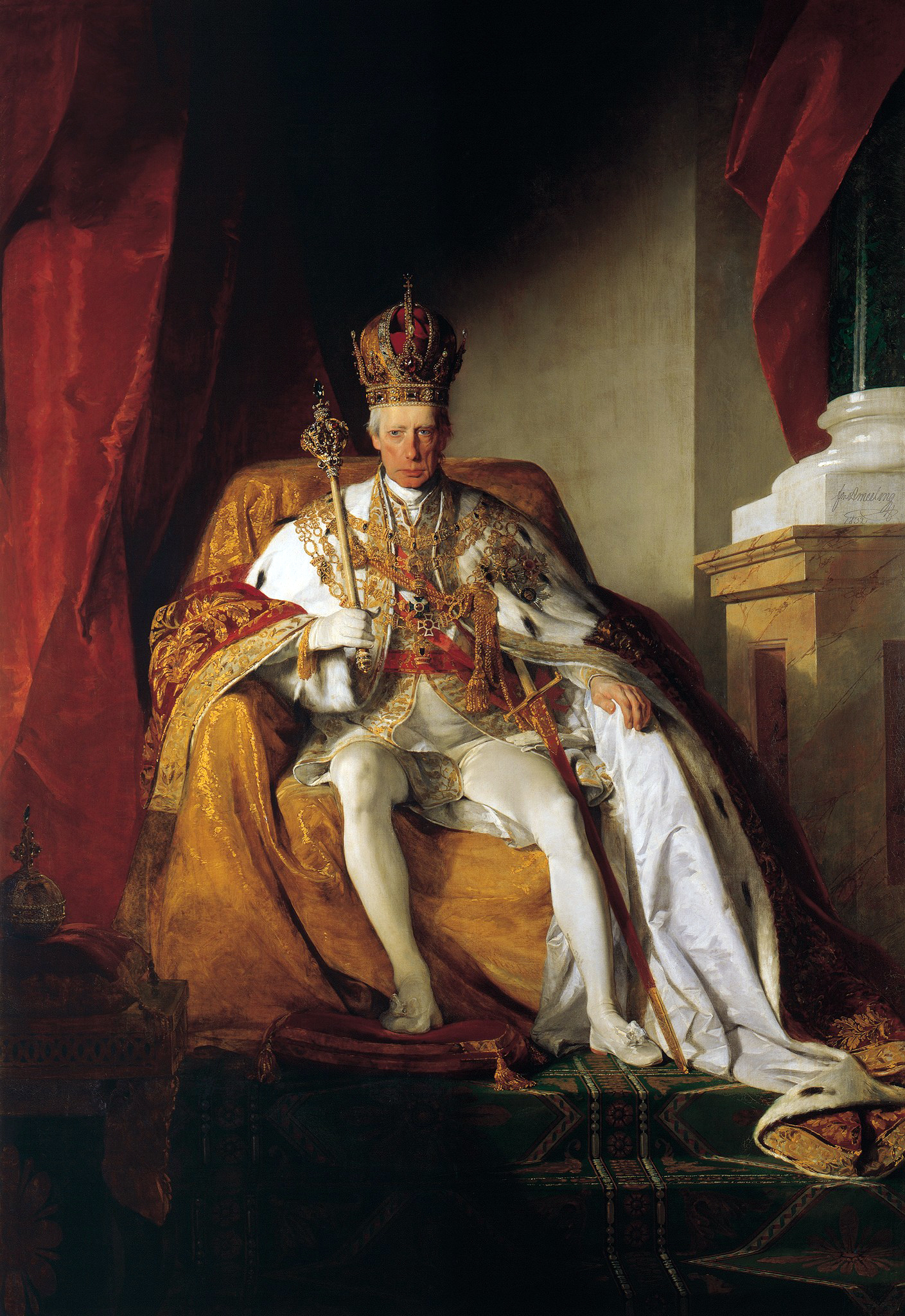
František I. již jako rakouský císař

Císařská vlajka užívaná do roku 1804, než ji nahradila černo-zlatá bikolóra

Roku 1792 vyhlásila revoluční Francie Františkovi II. válku pro jeho podporu royalistů. Rakousko se proti Francii spojilo s Pruskem, Ruskem a Sardinií. Po počátečních úspěších však tato koalice zaznamenala prohry – Rakousko definitivně ztratilo Rakouské Nizozemí a Lombardii, podepsáním míru roku 1797 však jako kompenzaci získalo část Benátska s Istrií a Dalmácií.
Roku 1799 se však rozpoutala další válka, v níž Svatá říše římská ztratila levobřežní Porýní i s katolickými knížectvími, čímž v Říšské radě získali navrch protestantští kurfiřti. Kvůli obavě ze ztráty císařského titulu František II. ustavil roku 1804 nový dědičný titul rakouského císaře, čímž se habsburská monarchie proměnila na Rakouské císařství. Titul římského císaře si rakouský panovník ponechal, Napoleonovy vojenské úspěchy jej však nakonec donutily se tohoto titulu vzdát a Svatou říši římskou po její bezmála tisícileté existenci rozpustit.